# Lophodoris scala
Lophodoris scala — вид голозябрових молюсків родини Goniodorididae.

## Поширення
Вид поширений на заході Атлантики біля узбережжя Бразилії (Сан-Паулу). Цей вид відомий із колекції близько 50 екземплярів, зібраних з припливної нори ехіуридного хробака Lissomyema exilii в каламутному піску на глибині 15-30 см.

## Опис
Дрібний молюск, завдовжки 2-2,5 мм. Тіло прозоро-білувате, з просвічуючими жовтуватими нутрощами. Мантійна спідниця широка з кожного боку тіла, але звужується безпосередньо перед ринофорами, перш ніж знову розширюватися спереду, утворюючи вуаль над головою. Ззаду мантійна спідниця утворює щілину по середній лінії. Спідниця мантії зміцнена спікулами. Середнього гребеня по спинній середній лінії немає.